# Veronika Týblová
Veronika Týblová, auch Veronika Týblová-Polívková (* 6. August 1970 in Jablonec nad Nisou (früher deutsch: Gablonz an der Neiße), Tschechoslowakei) ist eine tschechische Filmschauspielerin, Grundschullehrerin und ehemalige Kinderdarstellerin.

## Leben
Die Tschechin wuchs in Jablonec nad Nisou an der Neiße auf, zog aber in ihrem zweiten Schuljahr zusammen mit ihrer Familie nach Prag, wo ihr schauspielerisches Talent von Filmemachern entdeckt wurde.
Bereits 1979 trat sie im Film Der Katzenprinz auf, wo sie schließlich die Nebenrolle der Míša spielte. Ein Jahr später gewann Týblová-Polívková ein Vorsprechen für ihre bekannteste Rolle als Gretl Hermann in der Fernsehserie Die Märchenbraut. Später beendete sie jedoch ihre Schauspielkarriere.
Ihren letzten Auftritt hatte sie im Jahr 1983 in Petra a Pavla. 1988 machte sie ihren Abschluss am Nad-Štolou-Gymnasium in Prag und studierte anschließend Bildungswissenschaften. Seit 1991 unterrichtet Veronika Týblová-Polívková an einer Grundschule in Prag.

## Filmografie (Auswahl)
- 1979: Der Katzenprinz (Kočičí princ)
- 1979–1981: Die Märchenbraut (Arabela, Fernsehserie, 13 Episoden)
- 1980: Poeta
- 1983: Petra a Pavla